# كمال بوعصيدة
 كمال بوعصيدة (1976 الجزائر) هو لاعب كرة قدم جزائري.

## روابط خارجية
- كمال بوعصيدة على موقع قاعدة بيانات كرة القدم.إي يو (الإنجليزية)
- كمال بوعصيدة على موقع ناشيونال فوتبول تيمز (الإنجليزية)